# Jason Raize
Jason Raize (* 20. Juli 1975 in Oneonta, New York; † 3. Februar 2004 in Yass, New South Wales, Australien) war ein US-amerikanischer Sänger, Schauspieler und Goodwill-Botschafter für das Umweltprogramm der Vereinten Nationen.
Raize wurde hauptsächlich durch seine Rolle des erwachsenen Simba in der Broadway-Musical Aufführung Der König der Löwen, seine Auftritte mit Jessica Simpson auf dem Disney Channel sowie die Veröffentlichung zweier Singles bei Universal Records bekannt. Am 7. Februar 2004 wurde sein Leichnam entdeckt; Raize hatte während Dreharbeiten zu einem Dokumentarfilm in Australien Suizid verübt.